# João Gouveia
João Eduardo Dias Madeira Gouveia (ur. 11 lipca 1958 w Soure) – portugalski samorządowiec, wieloletni burmistrz Soure, poseł do Parlamentu Europejskiego (od 2003 do 2004).

## Życiorys
Z wykształcenia ekonomista, studiował na Uniwersytecie w Coimbrze. Pracował w instytucjach finansowych i jako nauczyciel w szkole średniej. Od 1979 do 1992 był radnym w Soure, w latach 1989–1993 pełnił funkcję wiceburmistrza. W 1994 wybrany na burmistrza (presidente da câmara municipal) Soure, uzyskiwał reelekcję w kolejnych wyborach, sprawując ten urząd do 2013.
W pierwszej połowie lat 90. był deputowanym do Zgromadzenia Republiki VI kadencji. W 2003 objął mandat posła do Parlamentu Europejskiego V kadencji. Należał do grupy chadeckiej, pracował w Komisji Rolnictwa i Rozwoju Obszarów Wiejskich. W PE zasiadał do 2004.
Był także m.in. przewodniczącym zgromadzenia miejskiego w Soure. W wyniku wyborów w 2015 z ramienia Partii Socjalistycznej zasiadł w portugalskim parlamencie XIII kadencji.